# Steenenkamer (Voorst)
Steenenkamer is een buurtschap in de gemeente Voorst, in de Nederlandse provincie Gelderland. De buurtschap telt ongeveer 275 inwoners en is gelegen aan de Provinciale weg 344 en de rivier de IJssel, grenzend aan de woonwijk De Hoven die ook wel de De Worp wordt genoemd en deel uitmaakt van de Overijsselse stad Deventer. De provinciegrens tussen Overijssel en Gelderland is ook de grens tussen Steenenkamer en Deventer.

## Achtergrond
Een stenenkamer is een huis of boerderijgedeelte uit de begintijd van de middeleeuwse baksteenbouw. Het was bestemd voor een veilige opslag van de oogst of verblijfsruimte voor de 'heer' van het gebied. Bij rivieren kon het ook een vluchtplaats zijn bij hoogwater.
Steenenkamer aan de IJssel tegenover Deventer wordt in 1545 vermeld als een landgoed met heiden, weiden en bomen. Het kwam, net als het aanpalende gebied De Hoven, in de 18e eeuw tot ontwikkeling als tuinbouwgebied voor de kweek van allerlei verse producten die geleverd werden aan de bevolking van de nabije stad. Steenenkamer heeft nog steeds een verkaveling van rechte straatjes waartussen de tuinen liggen. Een oude IJsselloop vormt de grens tussen Gelderland en Overijssel. Zodoende was, en is, Steenenkamer Gelders en De Hoven Overijssels.

## Zie ook

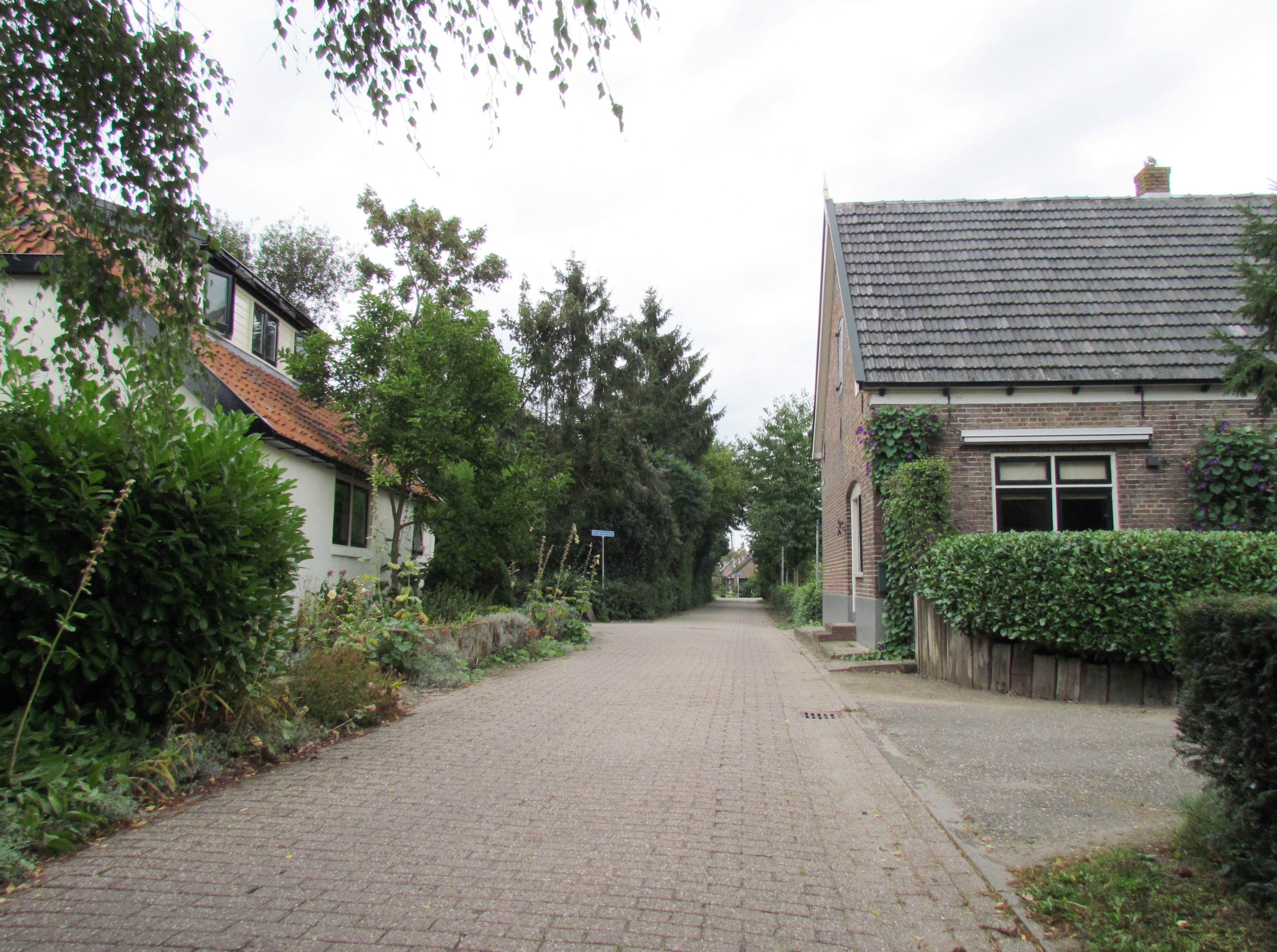
Straatbeeld in Steenenkamer